# Liubeceanîniv, Kozeleț
Liubeceanîniv (în ucraineană Любечанинів) este un sat în orașul raional Oster din raionul Kozeleț, regiunea Cernihiv, Ucraina.

## Demografie
Componența lingvistică a localității Liubeceanîniv
     Ucraineană (99,42%)
     Alte limbi (0,39%)
Conform recensământului din 2001, majoritatea populației localității Liubeceanîniv era vorbitoare de ucraineană (99,42%), existând în minoritate și vorbitori de alte limbi.